# 메르세데스-벤츠 아레나 (상하이시)

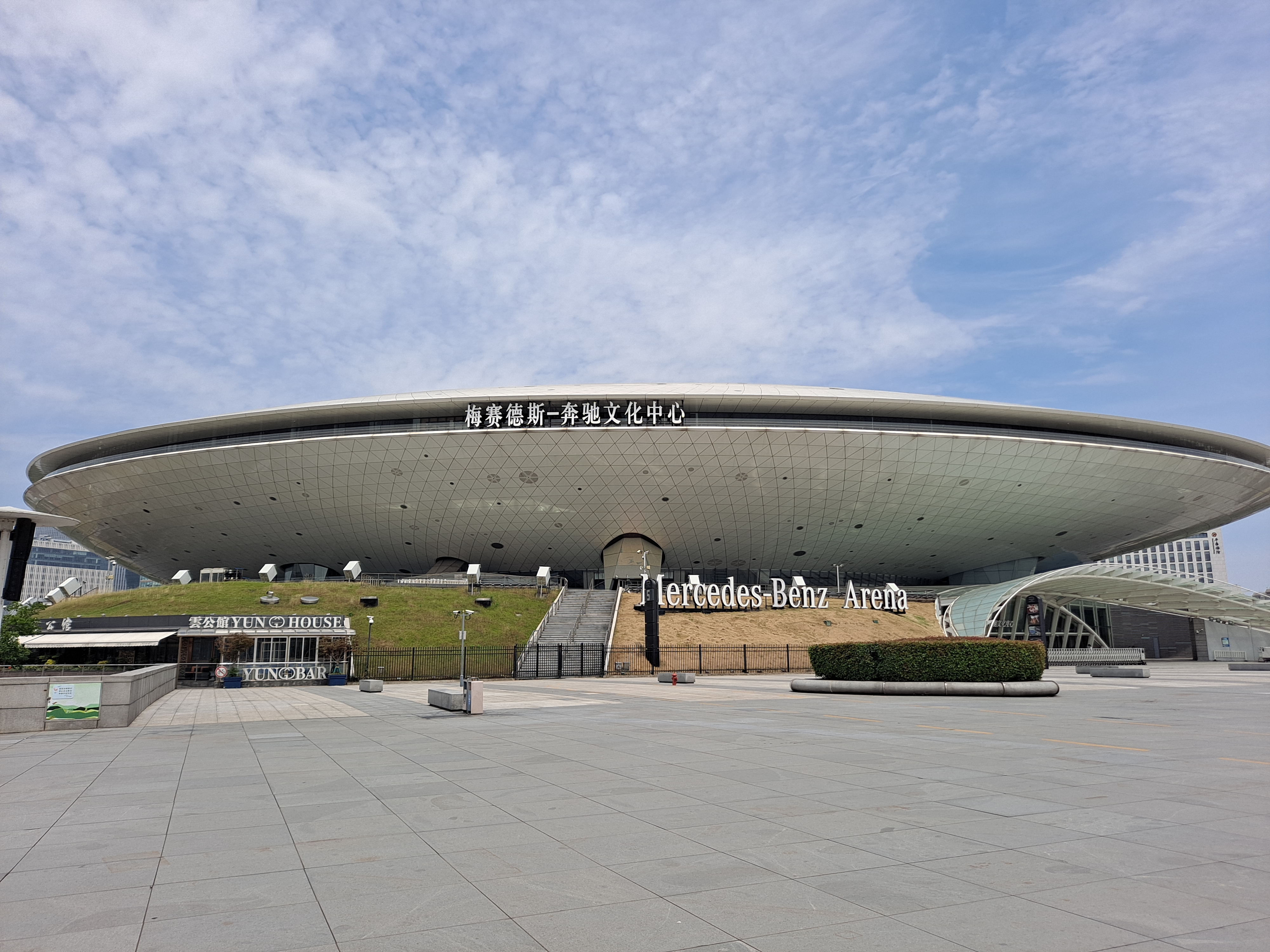
퍼프 라슬로 부다페스트 스포츠아레나

메르세데스-벤츠 아레나(중국어 간체자: 梅赛德斯-奔驰文化中心, 정체자: 賽德斯-奔馳文化中心, 병음: Méisàidésī-Bēnchí Wénhuà Zhōngxīn)는 중화인민공화국 상하이시 푸둥 신구 엑스포 2010 이전 부지에 위치한 실내 경기장이다.
이 시설은 18,000명을 수용할 수 있으며 더 작은 규모의 공연장도 포함되어 있다.
2010년 엑스포 개막식이 열렸으며, 당시에는 엑스포 문화 센터라는 이름으로 불렸다.